# William Stapleton (4e baronnet)
Pour les articles homonymes, voir Stapleton.
William Stapleton, 4e baronnet (c. 1698-1740), de Rotherfield Greys, Oxordshire, est un homme politique anglais jacobite et conservateur qui siège à la Chambre des communes de 1727 à 1740.

## Jeunesse

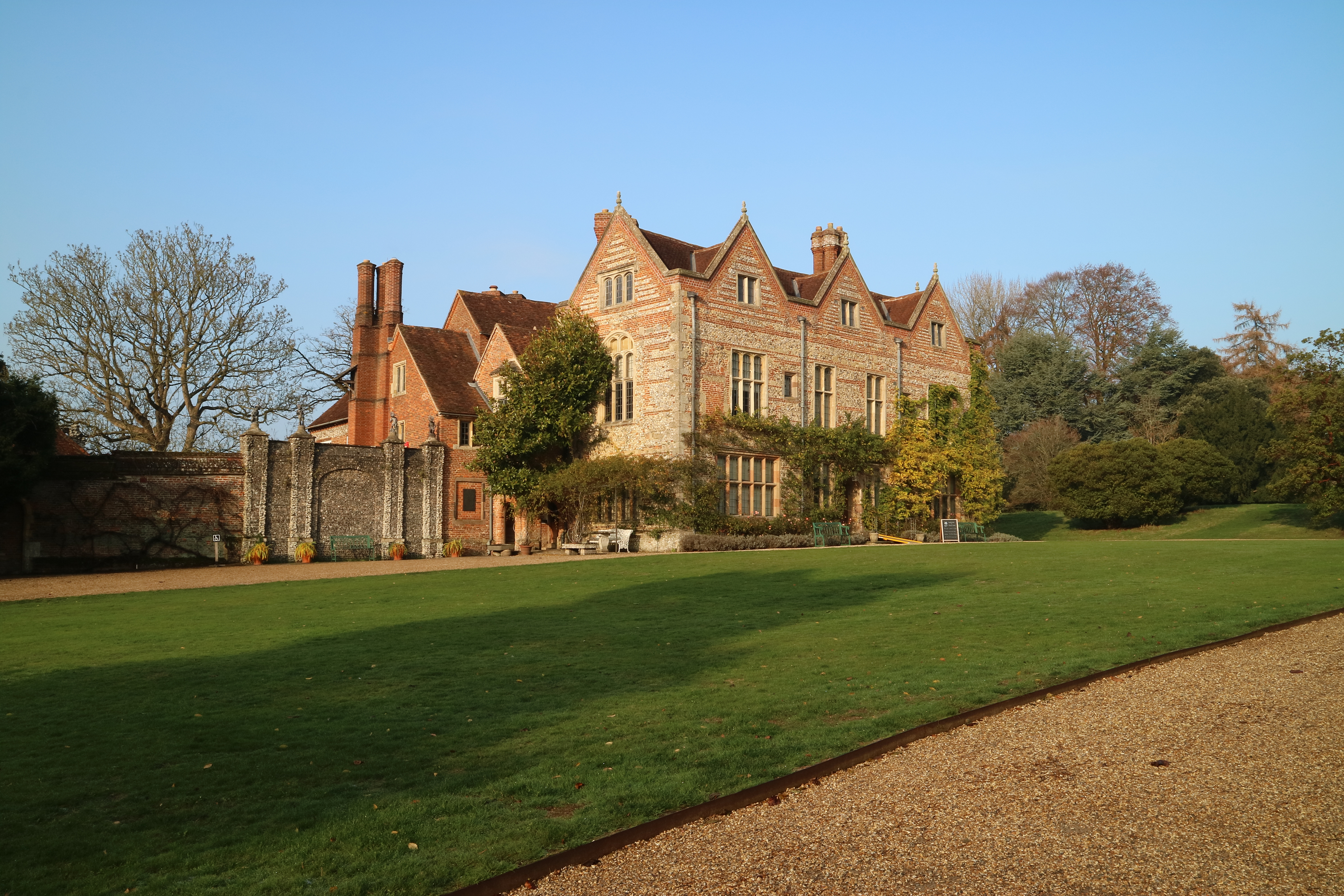
Grays Court, Oxfordshire (2018).

Stapleton grandit à Niévès dans les îles sous le vent britanniques, fils de William Stapleton, 3e baronnet et de sa femme Frances Russell, fille de James Russell qui est gouverneur de l'île. En 1699, il hérite du titre de baronnet à la mort de son père. Il s'inscrit à Christ Church, Oxford le 17 avril 1714, à l'âge de 15 ans. Il épouse Catherine Paul, fille de William Paul de Braywick, Bray, Berkshire et de sa femme Catherine Fane, fille de Vere Fane (4e comte de Westmorland) le 28 avril 1724. Avec le mariage, il entre en possession de Greys Court.

## Carrière
Dans les années 1720, Stapleton s'associe à des Jacobites, dont Philip Wharton, 1er duc de Wharton. Aux élections générales de 1727 il est élu sans opposition en tant que député de l'Oxfordshire. Il vote contre l'Administration à chaque vote par appel nominal. Il s'exprime sur un projet de loi pour le soulagement des colonies sucrières le 21 février 1733 et s'oppose avec succès à l'importation de rhum des colonies nord-américaines en Irlande au détriment des colonies sucrières. Il participe à la rédaction de la Loi sur la mélasse. Il est réélu sans opposition aux élections générales britanniques de 1734. Linda Colley le caractérise comme un Tory « inarticulé » du Country Party .
Stapleton meurt à Bath le 12 janvier 1740. Lui et sa femme ont trois fils et deux filles. Elle se remarie avec Matthew Dutton et meurt en 1753. Il est remplacé comme baronnet par son deuxième fils Thomas. Son fils aîné, le lieutenant William Stapleton, est tué à bord du HMS Isis à Port Royal, en Jamaïque. Sa fille Catherine épouse James Wright, ministre résident à Venise.